# AMD Am9080
AMD Am 9080 — первый процессор от компании AMD. Выпускался под сокет DIP40. Являлся клоном процессора Intel 8086. Процессоры работали на частотах от двух до четырёх мегагерц. В первое время выпускался без лицензии с себестоимостью в 50 центов за штуку, однако на военном рынке продавался ценой в 700 долларов за штуку. Позже было заключено лицензионное соглашение с Intel.